# Bastian Fiebig

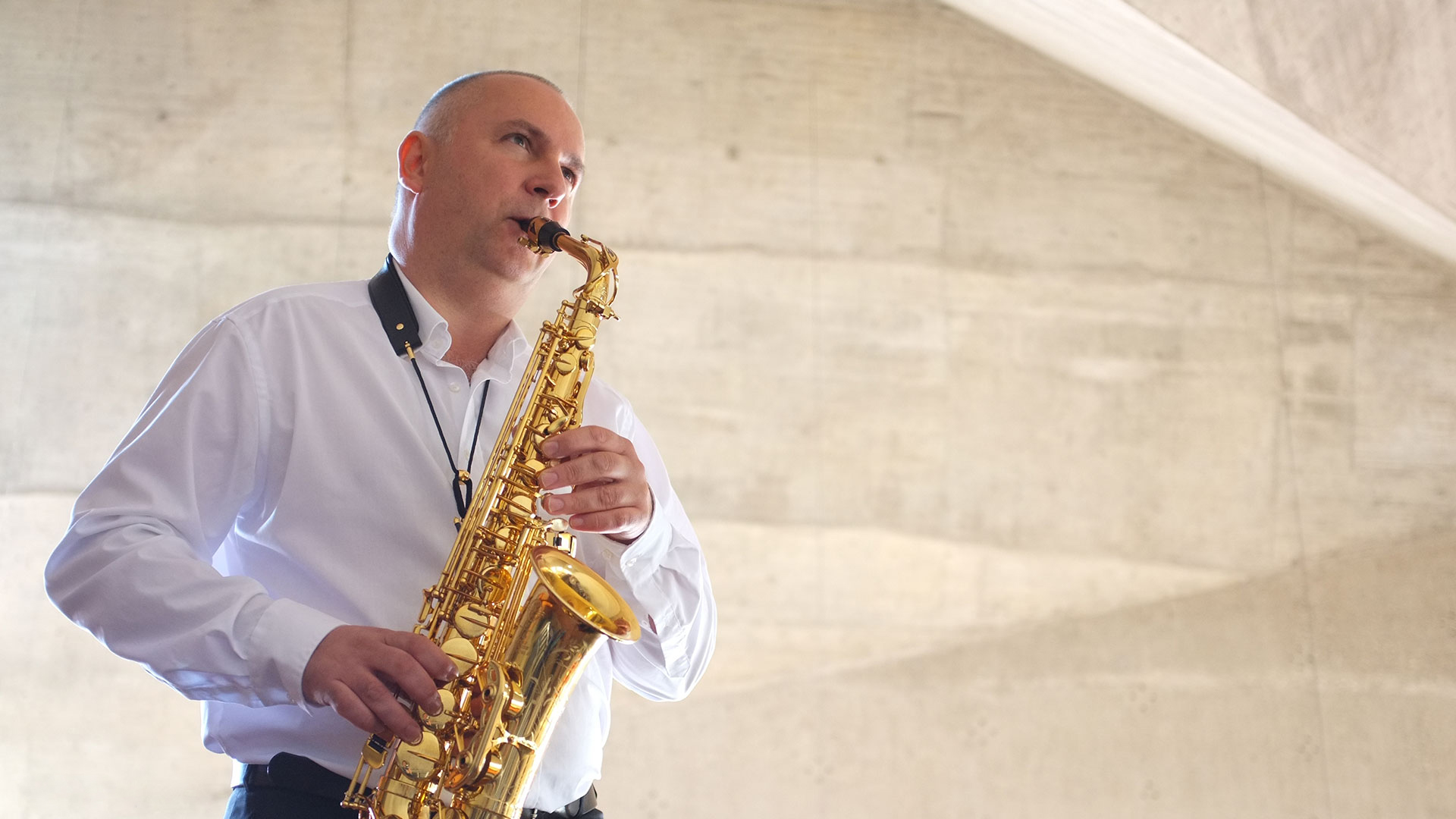
Bastian Fiebig, 2022

Bastian Fiebig (* 1964 in Frankfurt am Main) ist ein deutscher Saxophonist.

## Leben
Bastian Fiebig absolvierte eine Ausbildung bei Alfred Harth und Bobby Sattler und dem amerikanischen Jazzsaxophonisten Peter Ponzol. Außerdem hatte er klassischen Unterricht bei Klaus Kretschmarsky und Detlef Bensmann.
Fiebig ist Gründer des Saxophonquartetts „Vierfarben Saxophon“, in dem er bis 2006 Sopransaxophonist war und seit 2007 Altsaxophon spielt. Er hat seit 2007 eine eigene Improvisationstechnik für das Solospiel in großen Räumen entwickelt und zwei CDs mit Soloimprovisationen aufgenommen. Weitere Alben mit improvisierter Musik entstanden gemeinsam mit dem Pianisten Mathias Schabow sowie verschiedenen europäischen Duettpartnern. Zusammen mit dem Saxophonisten Stefan Weilmünster bildet Fiebig das Duett „Saxophon hoch zwei“ mit Schwerpunkt Neue Musik.
Seit 2022 arbeitet Fiebig gemeinsam mit dem Pianisten, Keyboarder und Produzenten Lothar Krell an einem Electro-Projekt namens „Fiebig & Krell“. 1993 gründete Fiebig gemeinsam mit dem Saxophonisten Oliver Gläser den Musikverlag „Chili Notes“ als Fachverlag für Saxophonmusik. Seit 2018 führt er den Verlag alleine. Als Komponist schrieb Fiebig zahlreiche Theatermusiken für das Frankfurter Ensemble 9. November, die in Auszügen beim Musikverlag Chili Notes erschienen sind.

## Diskografie

### Solo
- 2014: Weihnachten im Odenwald
- 2016: Glaubensräume-Klangräume
- 2018: Klangräume: 10 extraordinary places in Europe

### Mit Vierfarben Saxophon
- 2000: Barockoko
- 2007: Moto Perpetuo
- 2013: Sax meets Gershwin
- 2018: Four Colours

### Mit anderen Musikern
- 2001: Vaulichéres
- 2001: Saxophon Landschaft, Kleinundheissmusik
- 2006: Ikaria
- 2019: Two of us

## Auszeichnungen
- 2013: Gewinner des creole, globale Musik aus Hessen (mit der Band rishaba)[1]